# Zhou Youguang
Zhou Youguang (chinois : 周有光 ; pinyin : Zhōu Yǒuguāng) est un linguiste, économiste, écrivain chinois et espérantiste,, né Zhou Yaoping (chinois : 周耀平 ; pinyin : Zhōu Yàopíng) le 13 janvier 1906 à Changzhou dans le Jiangsu et mort le 14 janvier 2017 à Pékin.
Il est considéré comme le créateur du pinyin, un système de romanisation du chinois mandarin, promu officiellement par la Chine.

## Biographie

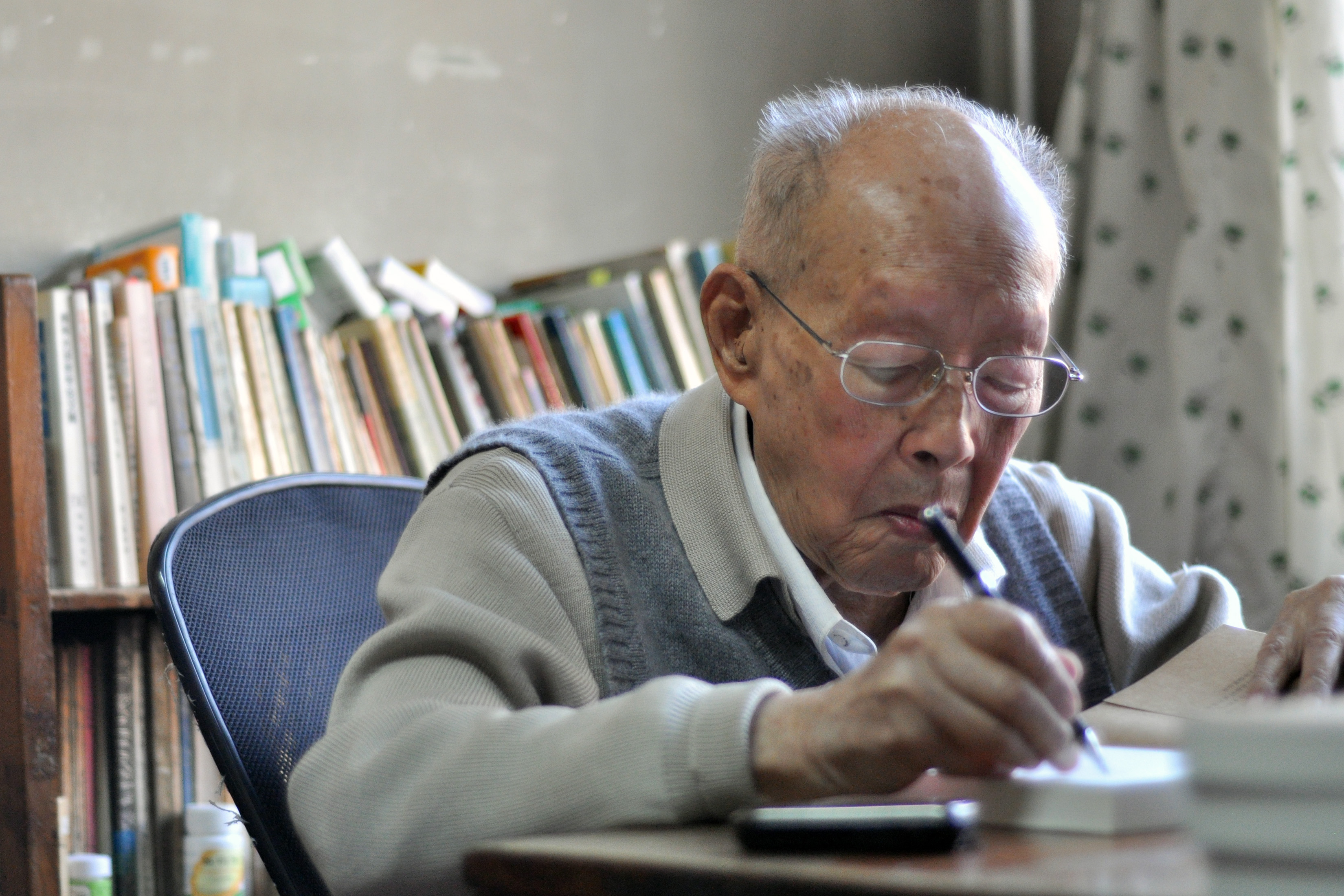
Zhou Youguang en 2012.

Zhou Youguang est né dans une famille aristocratique en 1906, sous la dynastie Qing. Il fait ses études à Shanghai à la Saint John's University (en) puis au Japon. Pendant l'invasion japonaise il se réfugie avec sa famille à Chongqing puis en 1945, il quitte la Chine pour travailler dans la banque, à Wall Street. En 1949, après l'instauration du régime communiste, il rentre en Chine. Pour Zhou Youguang, « ils (les communistes) se présentaient comme des démocrates ». Zhou Youguang enseigne alors l'économie et devient un conseiller de Zhou Enlai.
Linguiste amateur, il se passionne pour les langues et notamment l’espéranto. Auteur d’un ouvrage intitulé Le Sujet de l’alphabet remarqué par Mao Zedong, Zhou Youguang élabore pour le pouvoir, à partir d'un système conçu en Union soviétique, un dispositif permettant de transcrire avec les lettres de l'alphabet latin les sons de la langue chinoise. C'est le pinyin (signifiant : assemblage des sons) utilisé aujourd'hui par tous les étudiants en chinois.
Pendant la Révolution culturelle, Zhou Youguang est interné pendant 2 ans. Il quitte la Conférence consultative politique du Parti communiste chinois après les événements du 4 juin 1989 de la place Tian'anmen.
Dans son dernier livre Zhou Youguang traite des dizaines de millions de morts lors des périodes de famine sous Mao Zedong. Il regrette l'absence de « liberté de parole en Chine ».
Il meurt le 14 janvier 2017, lendemain de son 111e anniversaire à Pékin.